# 中央科学小组
中央科学小组，是已撤销的中共中央的小组，直属中共中央政治局和中共中央书记处。

## 沿革
1958年6月10日，中共中央发出《关于成立财经、政法、外事、科学、文教小组的通知》，称这些小组是党中央的，直属中央政治局和书记处，中央科学小组组长为聂荣臻，不设副组长，组员除聂荣臻之外共5人，是各小组中人数最少的。中央科学小组成立后，于光远在小组内分工负责编辑一个向中共中央汇报工作的内部刊物，具体编辑工作由于若木承担。 
三年困难时期的第三年，1961年春，毛泽东也不再坚持“大跃进”的做法。这时周恩来、李富春等领导酝酿提出“调整、巩固、充实、提高”的八字方针，以代替“大跃进”，并要求各条战线理出若干政策性条文以便指导工作。聂荣臻乃出面抓科学方面的整顿，提议制定科学工作方面的文件。1961年，聂荣臻在杭州召开会议研究该问题。同年，聂荣臻在“三座门”主持召开了研究制定《关于自然科学研究机构当前工作的十四条意见》（简称“科学十四条”）的会议，于光远等人参加。该《意见》作为“草案”在1961年6月完成后，边在科学机构中实行，边以聂荣臻的名义向中央写出报告请求批准该《意见》。该《意见》后来在科学机构中贯彻执行。1961年7月6日，中共中央政治局开会讨论了聂荣臻的报告，会议毛泽东未参加，由刘少奇主持，周恩来、邓小平、彭真、李富春出席，聂荣臻的报告得到会议批准。聂荣臻的报告着重写了七个方面：（一）关于又红又专；（二）关于双百方针；（三）关于理论联系实际；（四）关于克服平均主义；（五）关于科学工作保密；（六）关于保证科研时间；（七）关于研究机构内党的领导方法。
　　 
在聂荣臻领导下，加快完成、提前完成1956～1967年科技发展十二年远景规划。聂荣臻亲自建起国家科委和国防科工委两个机构。在他的领导下，在短时间内就爆炸了中国第一颗原子弹、氢弹和发射中国第一颗人造地球卫星东方红一号。1961年，聂荣臻提出对1956年制定的远景规划执行情况作个总结，可以认为该规划已基本提前五年完成，需制定第二个自然科学和技术远景规划，时限为1963年至1972年。于光远在中央科学小组常强调基础自然科学，在酝酿制定第二个远景规划时提出要将技术经济写入，获得聂荣臻支持。经过国家科委内赵石英（赵世炎之子，国家科委的局长）等人努力，在第二个远景规划中将技术经济列为七大部分之一（其他六部分是基础自然科学、工业科学和技术、农业科学和技术、交通运输科学和技术、医药卫生科学和技术、技术科学）。
1962年，聂荣臻在广州召开并亲自主持全国科技工作会议，会上他和二百余位与会者讨论了国家科委准备的1963～1972年远景规划草案。在广州会议期间，他还和周恩来、陈毅共同提出给知识分子脱帽加冕，恢复1956年知识分子问题会议确定的对待知识分子的态度，坚持中共八大路线。但广州会议未获得毛泽东支持。毛泽东会后虽未立即批评，但不久仍在1962年内提出“以阶级斗争为纲”，“阶级斗争要年年讲、月月讲、天天讲”，事实上否定了广州会议。
1963年12月，毛泽东听聂荣臻汇报第二个自然科学和技术远景规划。当天聂荣臻把中央科学小组的几名成员都通知到会。毛泽东、刘少奇、邓小平等领导出席了该汇报会。周恩来、朱德因事未到。罗瑞卿也到会。这次汇报使第二个远景规划获得毛泽东批准，刘少奇、罗瑞卿在会上也都作了重要发言。
　　 
1966年“文化大革命”爆发后，中央科学小组停止活动。

## 组成人员
组长
- 聂荣臻（1958年—1966年）[2]

组员
- 韩光（？—？，国家科委常务副主任）[2]
- 张劲夫（？—？，中国科学院副院长、党组书记）[2]
- 宋任穷（？—？，二机部部长）[2]
- 王鹤寿（？—？，重工业部部长）[2]
- 于光远（？—？，中宣部科学处处长）[2]